# Dren (Obrenovac)

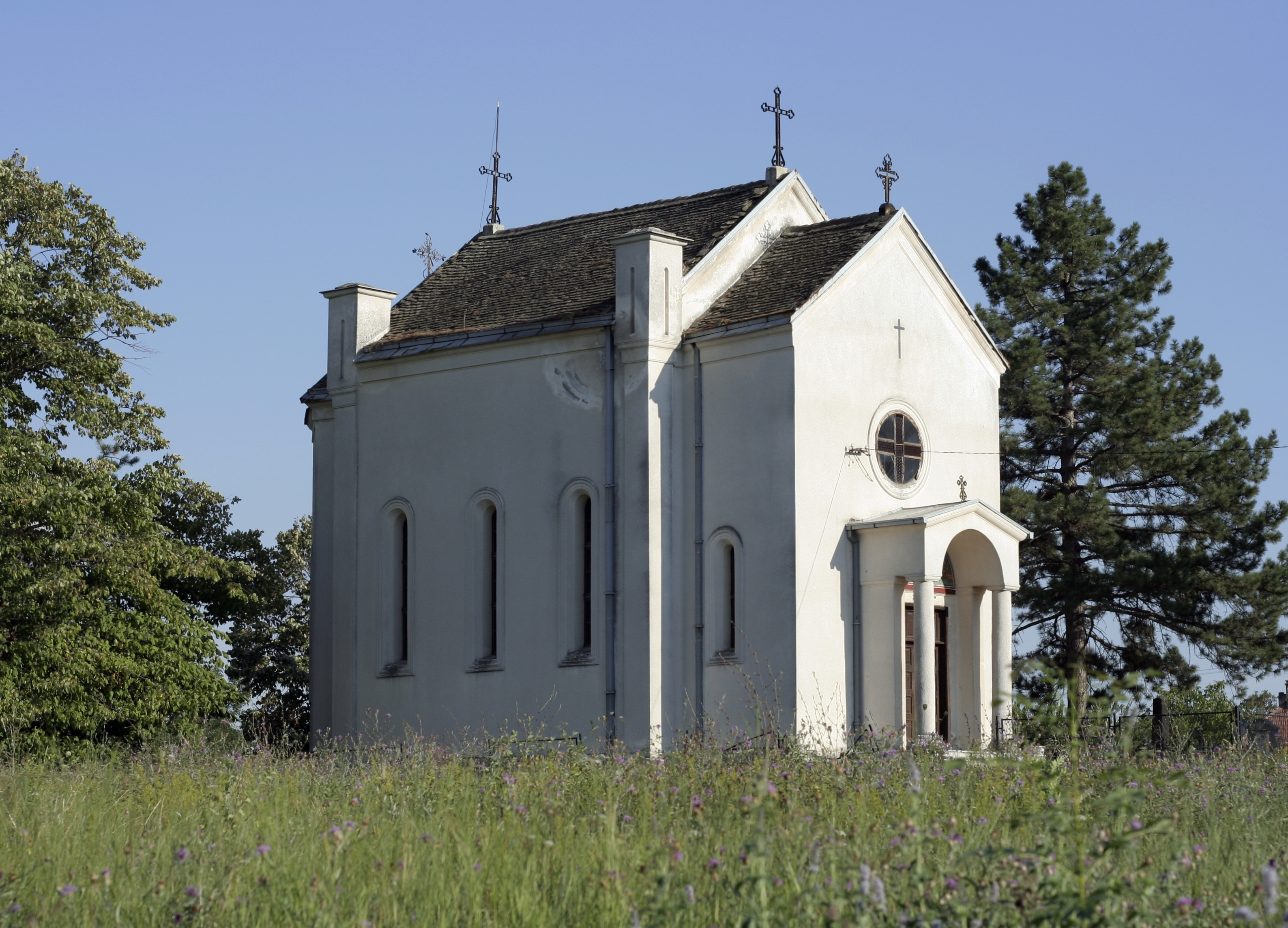
This a photo of Cultural Heritage site of Serbia; Crkva Sv Vaznesenja u Drenu

Dren (em cirílico:Дрен) é uma vila da Sérvia localizada no município de Obrenovac, pertencente ao distrito de Belgrado, na região de Posavina. A sua população era de 1279 habitantes segundo o censo de 2002.

## Demografia
| 1948  | 1953  | 1961  | 1971  | 1981  | 1991  | 2002  |
| ----- | ----- | ----- | ----- | ----- | ----- | ----- |
| 1 824 | 1 881 | 1 732 | 1 631 | 1 687 | 1 644 | 1 279 |